# Colenta
Der Colenta Transporter ist ein Bus ähnlich dem bekannten kleinen Suzuki Super Carry.
Er wurde als zweisitziger Bus mit geschlossener Ladefläche, als vier- bzw. fünfsitziger Bus sowie als Transporter mit Pritsche gebaut.
Die angegebene Höchstgeschwindigkeit beträgt 65 km/h.
Es gibt zwei Versionen, die auf Karosserien der Firma CMC (China Motor Corporation) basieren, deren Modelle Lizenznachbauten von Mitsubishi sind.
Die kleinere hat als Basis den Minicab/L100 (?), die größere den Mitsubishi Varica. Die zweite Karosserievariante wird noch beim indischen Modell Premier Sigma verwendet.
Es wurden offenbar Anfang der 1990er Jahre einige hundert Exemplare von der deutschen Firma Colenta (Colenta Elektromobile GmbH) zum Elektroauto umgebaut.
Davon sind nur noch einige Sammlerstücke in Betrieb. Ein Problem ist dabei die Ersatzteilbeschaffung vor allem für die mechanischen Teile.
Es gibt Varianten mit 90 Volt (15×6 V) und 96 Volt (16×6 V).
Einsatzgebiete waren bzw. sind zum Beispiel die Nordseeinseln (etwa Wangerooge), Zubringerverkehr eines Ferienhotels, als Sargwagen auf Friedhöfen...
Die Colentas sind sehr unterschiedlich ausgestattet. Es gibt welche mit internen elektronischen Ladegeräten, mit externem Ladegerät, mit Batteriemanagementsystem (Badicheq von Mentzer) usw.

## Technische Daten
| - CMC Minicab (CMC Varica Bus, Daten lt. Kfz-Schein) - Maße: L×B×H 3,68 m × 1,48 m × 1,90 m (364 cm × 143 cm × 193 cm) - Sitze: 4/5 (5) - Leergewicht: 1190 kg (1320 kg) - Zuladung: 450 kg (540 kg) - Achslast: v/h 725/1165 kg - Reichweite 50–70 km (30–70 km) abh. von Akku/Temp - Höchstgeschwindigkeit: 80 km/h (75 km/h) - Batterietyp: Blei-Gel 96 V/160 Ah - Motor: Reihenschluss Thrige 10 Kw (Thrige 12 kW) / 3450/min - Getriebe: 5-Gang - Controller: Curtis-Controller - Reifen: 155 R13 C 89L | Eine weitere Variante: - CMC MINI Pritsche mit Verkaufsaufbau - Maße L×B×H 3,310 m × 1,390 m × 2,600 m - Sitze: 2 - Leergewicht: 1440 kg - Zuladung: 400 kg - Reichweite: 40–50 km - Höchstgeschwindigkeit: 30 km/h - Batterietype: Blei-Gel 60 V / 200 Ah - Motorleistung: 8 kW bei 2400/min - Direktgeflanscht, also ohne Getriebe - Reifen: 155 R12 C 81J |